# Atlanta Glory
Le Atlanta Glory sono state una franchigia di pallacanestro della ABL, con sede a Atlanta, in Georgia, attive dal 1996 al 1998.
Disputarono due stagioni nella ABL, senza mai disputare i play-off. Si sciolsero il 26 marzo del 1998, subito dopo la fine della stagione.

## Stagioni
| Stagione | Lega | Denominazione | V  | P  | %    | Piazzamento | Play-off |
| -------- | ---- | ------------- | -- | -- | ---- | ----------- | -------- |
| 1996-97  | ABL  | Atlanta Glory | 18 | 22 | 45,0 | 3º          | -        |
| 1997-98  | ABL  | Atlanta Glory | 15 | 29 | 34,0 | 3º          | -        |